# Ann Sidney
Ann Sidney (ur. 27 marca 1944 w Poole) – brytyjska aktorka i modelka, Miss World 1964. Tytuł zdobyła w wieku niespełna 20 lat. Pracowała ówcześnie jako stylista fryzur.
Jako aktorka występowała na deskach teatru w Manchesterze. Zagrała m.in. w serialu telewizyjnym Rewolwer i melonik. Pracowała również jako piosenkarka i tancerka w kasynie MGM Grand Las Vegas.